# Loch Leven (jezioro w Szkocji)
Loch Leven – jezioro w środkowej Szkocji, w hrabstwie Perth and Kinross. Nad jego zachodnim brzegiem położone jest miasto Kinross.
Jezioro liczy 13,71 km² powierzchni i ma względnie słabo rozwiniętą linię brzegową, z kształtem zbliżonym do okręgu o średnicy 5 km. Lustro jeziora położone jest na wysokości 106 m n.p.m. Jezioro jest płytkie (średnia głębokość – 4,5 m, maksymalna – 25,3 m). Objętość wynosi 61,7 mln m³. Z jeziora wypływa rzeka Leven.
Na jeziorze znajduje się kilka wysp. Na największej z nich, St Serf's Island, znajdują się pozostałości XII-wiecznego klasztoru augustiańskiego. Na Castle Island znajdują się z kolei ruiny zamku Lochleven z XIV wieku (w latach 1567–1568 więziona w nim była Maria, królowa Szkotów).
Jezioro stanowi ostoję ptactwa wodnego i jest cenionym siedliskiem troci jeziorowej.